# Bruzz (journal)
Pour les articles homonymes, voir Bruzz et BDW.
Bruzz, anciennement Brussel Deze Week ou BDW, est un journal hebdomadaire bruxellois destiné aux bruxellois néerlandophones (ou lisant le néerlandais), navetteurs de la région flamande travaillant à Bruxelles, ou simplement amoureux de la capitale. Le journal traite des aspects politiques, communautaires, économiques, sociaux  et culturels de la ville. Le journal parait chaque semaine le jeudi, en même temps que le magazine culturel Agenda qui traite des sorties cinéma et de l'agenda culturel de la capitale. 'Brussel Deze Week' et 'Agenda' sont disponibles sur abonnement gratuit (pour les habitants de la région de Bruxelles-Capitale - l'abonnement est payant pour ceux qui n'habitent pas Bruxelles), ou dans divers présentoirs dispersés dans la capitale.
La rédaction de 'Brussel Deze Week' et 'Agenda' est commune à celle de TV Brussel et FM Brussel. Ces quatre rédactions sont d'ailleurs réunies sur le portail  web brusselnieuws.be. Les rédactions sont situées dans le bâtiment Flagey à Ixelles.
Depuis le 20 avril 2016 Brussel Deze Week est devenu Bruzz. Le journal partage son nom avec la chaine de télévision locale (anciennement TV Brussel), une radio, un magazine et un site internet (anciennement brusselnieuws.be).